# Cornelius van Niel
Cornelis Bernardus van Niel (4. listopadu 1897, Haarlem – 10. března 1985, Carmel, Kalifornie) byl německo-americký mikrobiolog. Zavedl do USA studium obecné mikrobiologie a směřoval významné vědce k vysvětlení chemie fotosyntézy.

## Život a výzkum
V roce 1923 se oženil s Christinou van Hemertovou, absolventkou chemického inženýrství na Delftské univerzitě, a stal se asistentem Alberta Kluyvera, který založil obor porovnávací biochemie. V roce 1928 napsal svoji disertační práci (The Propionic Acid Bacteria, Bakterie kyseliny propionové), po které odešel do USA, aby pokračoval se svojí prací na Stanfordově univerzitě.
Při studiu purpurových a zelených sirných bakterií jako první prokázal, že fotosyntéza je světlem poháněná redoxní reakce, ve které vodík z oxidovatelné sloučeniny redukuje oxid uhličitý na buněčný materiál, což můžeme vyjádřit následující rovnicí:
2 H2A + CO2 → 2A + CH2O + H2O
Jeho výzkum předpověděl, že H2O je donor vodíku při fotosyntéze v zelených rostlinách a je oxidována na O2, což byl milník v pochopení chemie fotosyntézy. Později to bylo potvrzeno Robertem Hillem.
V roce 1961 Van Niel ve spolupráci s R. Y. Stanierem definoval prokaryota jako buňky, ve kterých není genetický materiál obklopen jadernou membránou. Tato definice se stále používá. V roce 1963 obdržel americké Národní vyznamenání za vědu.